# Facta et dicta memorabilia

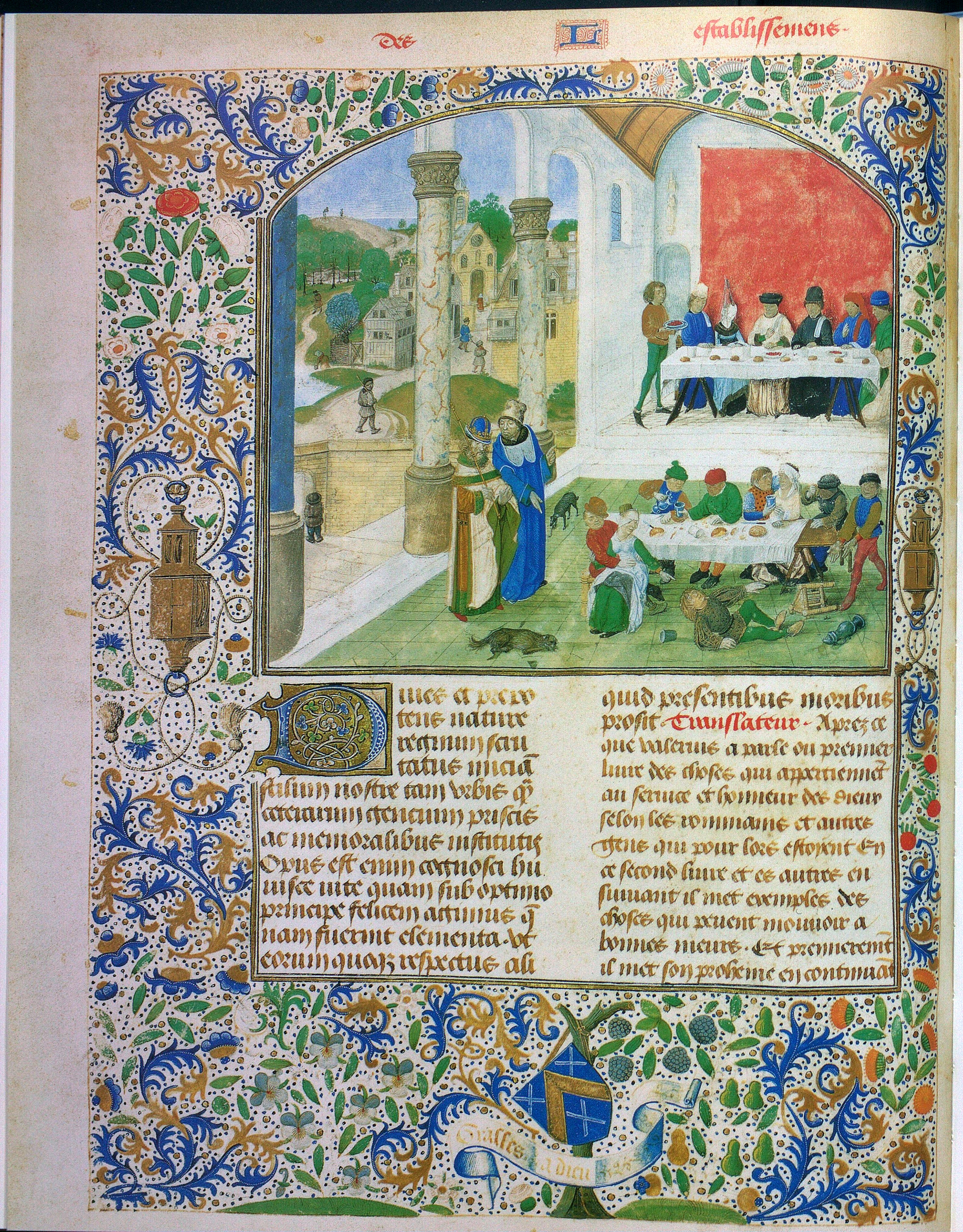
Eine Seite der Facta et dicta memorabilia, lateinisch mit französischer Übersetzung, in einer 1470/1480 angefertigten Handschrift aus Flandern, deren Illustration den Kontrast von Ausschweifung und Mäßigung in den Tischsitten veranschaulicht. Leipzig, Universitätsbibliothek, Ms. Rep. I.11b, Bd. 1, fol. 137v

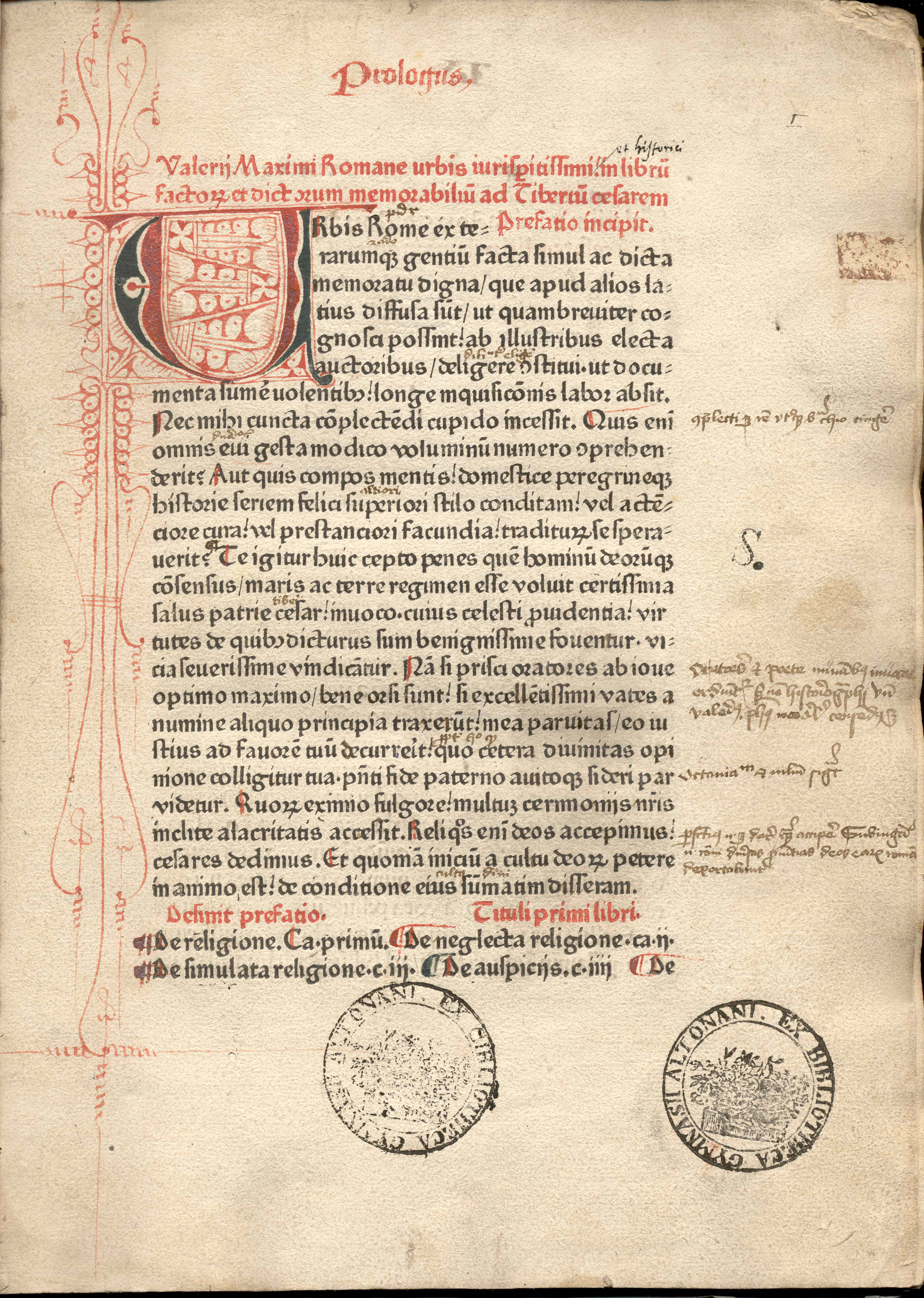
Eine Inkunabel-Ausgabe des Valerius Maximus: Peter Schöffer, Mainz 1471 (GW M49160)

Die Factorum ac dictorum memorabilium libri IX (lies Factorum et dictorum memorabilium libri novem, „Neun Bücher erinnernswerter Taten und Aussprüche“, auch bekannt als De factis dictisque memorabilibus oder Facta et dicta memorabilia) von Valerius Maximus (ca. 20 v. Chr.–50 n. Chr.), kurz „Denkwürdigkeiten“ genannt, sind eine Sammlung von etwa tausend kurzen Geschichten, so genannten „Perioden“, geschrieben etwa 30 oder 31 n. Chr. unter der Herrschaft des Kaisers Tiberius. Es handelt sich hauptsächlich um Anekdoten, die das Leben der Römer in der frühen Republik illustrieren; es finden sich aber auch einige „ausländische“, vornehmlich aus dem griechischen Raum stammende Perioden.

## Inhalt und Wirkungsgeschichte
Valerius stilisiert seine Anekdoten zu so genannten Exempla, Beispielgeschichten, d. h. Episoden mit Vorbildcharakter für seine Zeitgenossen. Einige Geschichten befassen sich mit ähnlichen Themen, wie sie auch im Alten und Neuem Testament behandelt werden. Nicht zuletzt deswegen hatte das Werk eine lange Wirkungsgeschichte von über 1700 Jahren und erfreute sich noch zu Beginn der Aufklärung großer Beliebtheit. Man las sein Werk, um zu persönlichen Fragen historische Vorbilder zu konsultieren. Auch öffentliche Redner bedienten sich aus diesem Fundus.
Valerius arbeitete schätzungsweise über zehn Jahre an seinem Werk. Seine Quellen waren unter anderem Cicero, Livius, Sallust, Pompeius Trogus, Marcus Terentius Varro und andere Historiker. Jedes der neun Bücher ist in mehrere Kapitel unterteilt. Die Kapitel sind nach Themen untergliedert. Valerius’ Werk gehört zu den frühesten Werken der lateinischen Literatur, die sich eines hierarchischen Gliederungssystems bedienen. In den insgesamt 91 Kapiteln werden große Bereiche des damaligen römischen Lebens abgedeckt.
Valerius behandelt in seinem Buch zum Beispiel die Bedeutung von Omen und Auspizien in der altrömischen Religion, aber auch Tugenden wie Bescheidenheit, Freigiebigkeit, Milde, Mitleid oder Dankbarkeit sowie gesellschaftliche und sittliche Themen wie die richtige Erziehung, die Rolle der Frau und die Homosexualität. In seinen Büchern lassen sich auch zahlreiche Anspielungen auf tagespolitische Vorgänge finden.

## Andere Themen
- Tapferkeit
- Grausamkeit
- Träume
- Treue
- Freundschaft
- Innewohnende Eigenschaften
- Mäßigung
- Bescheidenheit
- Omen
- Elterliche Liebe
- Physische Ähnlichkeiten
- Prestige
- Rache
- Aberglauben

## Textausgaben, Übersetzung und Kommentare
- John Briscoe (Hrsg.): Valeri Maximi facta et dicta memorabilia. 2 Bände, Teubner, Stuttgart 1998.
- Friedrich Hoffmann (Hrsg.): Valerius Maximus. Sammlung merkwürdiger Reden und Thaten. 5 Bände, Metzler, Stuttgart 1828–1829.
- Karl Kempf (Hrsg.): Factorum et dictorum memorabilium libri IX. Reimer, Berlin 1854 (Online). Nachdruck der Ausgabe von 1888: Teubner, Stuttgart 1982, ISBN 3-519-01869-1.
- D. R. Shackleton Bailey (Hrsg.): Memorable doings and sayings. 2 Bände, Harvard University Press, Cambridge (Mass.) 2000 (lateinischer Text mit englischer Übersetzung).
- Andrea Themann-Steinke: Valerius Maximus. Ein Kommentar zum zweiten Buch der Facta et Dicta memorabilia. WVT, Trier 2008.
- Valère Maxime. Faits et dits mémorables. Übersetzt von Robert Combès. 2 Bände, Les Belles Lettres, Paris 2003.
- Valerii Maximi Dictorvm Et Factorvm Memorabilivm – Ausgabe des italienischen Humanisten und Druckerverlegers Aldus Manutius in Venedig gedruckt; Stadtbibliothek Mainz (Signatur I u 620)
- D. Wardle: Valerius Maximus’ Memorable Deeds and Sayings, Book I. Clarendon Press, Oxford 1998 (Kommentar mit englischer Übersetzung).